# みんなで夢を!
『みんなで夢を!』（みんなでゆめを）は、1965年5月2日から同年9月26日までフジテレビ系列局で放送されていたフジテレビ製作のバラエティ番組である。早川電機工業（現・シャープ）の一社提供。放送時間は毎週日曜 19:30 - 20:00 （日本標準時）。

## 概要
夢をテーマにしたバラエティ番組。本番組の企画の狙いは、当時「あゆみの箱」運動など芸能人が中心となった社会奉仕活動が非常に高まりを見せていた時期であり、そのような善意と人間味を背景にして、誰でも楽しめるショーを作ろうというものであった。視聴者の中から選ばれた、毎回さまざまな夢を持っている一般人とその夢に相応しいゲストを1人ずつ招き、フランキー堺扮する「案内人」とパパ役の多々良純をはじめとする6人の芸能人で構成された「家族」がその夢を実現させていた。第一回放送は「おやつの乏しい保育園の子供たちを“夢の国”のお菓子の家で遊ばせたい」という夢を持つ保育士を迎えて行われた。

## 出演者

### 案内人
- フランキー堺 - 当時早川電機のイメージキャラクターを務めていた堺は、同社の新聞広告やカタログなどにも登場していた。

### 家族
- 多々良純 （パパ）[2]
- 葦原邦子 （ママ）[2]
- 古今亭志ん朝 （息子）[2]
- 北林早苗 （娘）[2]
- 江木俊夫[2]
- 大貫ゆみ子[2]

## スタッフ
- 作・構成：たんのかつゆき[1][2]
- 演出：大島正俊[1][2]

## 放送ネット局[3]
- フジテレビ  日曜19:30 - 20:00
- 札幌テレビ 火曜19:00 - 19:30
- 仙台放送 日曜18:30 -19:00

## 参考資料
- 産経新聞[どれ?]